# Алиферова, Лилия Ивановна
Лилия Ивановна Алиферова  (10 января 1937, г. Балаково Саратовской области) —  директор ГУК «Областная библиотека для детей и юношества им. А. С. Пушкина», заслуженный работник культуры РФ (1992), Почетный гражданин города Саратова (2009).

## Биография
Лилия Ивановна Алиферова родилась в городе Балаково Саратовской области. Окончив Вольское педагогическое училище работала педагогом-методистом в отделе здравоохранения Саратовской области. В 1955 году переезжает в Саратов, где учится и заканчивает исторический факультет Саратовского государственного университета им. Н. Г. Чернышевского в 1964 году, в том же году начала работать в Центральной городской библиотеке города Саратова, где в течение двадцати лет заведовала научно–методическим отделом. 
В 1971 году с отличием заканчивает Московский государственный институт культуры. В 1985 возглавила Саратовскую областную детскую библиотеку им. А. С. Пушкина. В 1992 году под ее руководством в библиотеке, одной из первых в стране, началось внедрение новых информационных технологий, был организован отдел информатики, созданы электронный каталог и локальная компьютерная сеть, медиатека. Под ее руководством было создано более 20 специализированных структурных подразделений, обслуживающих читателей разного возраста. Библиотека стала являться членом Российской библиотечной ассоциации, Ассоциации детских библиотек России.
Лилия Ивановна награждена знаками Министерства культуры РФ «За достижения в культуре», «За милосердие и благотворительность», «Рыцарь детства» Саратовского регионального отделения Благотворительного Российского фонда. Медалями: Академии Российской словесности, медалью ордена «За заслуги перед Отечеством» II степени (2009), «Ревнителю просвещения», «Ветеран труда», «К юбилею А. С. Пушкина», «Единство, солидарность, справедливость», а также дипломами, почетными грамотами Министерства культуры РФ, Губернатора, Министерства культуры Саратовской области, администрации города Саратова. Заслуженный работник культуры Российской Федерации (1992). Её имя также занесено в энциклопедию «Лучшие люди России» (2004) и на областную Доску Почета (2010). 
Лилия Ивановна является членом комитета Ассоциации некоммерческих профсоюзных организаций, член Правления Ассоциации библиотек России им. А. С. Пушкина (2007), член Постоянного Комитета секции юношеских библиотек РБА, член Президиума и Правления Саратовского регионального отделения благотворительного Российского детского фонда. Является вице-президентом Ассоциации провинциальных детских библиотек России.
В 2009 году присвоено звание Почетный гражданин города Саратова.